# Mikwe (Boskovice)

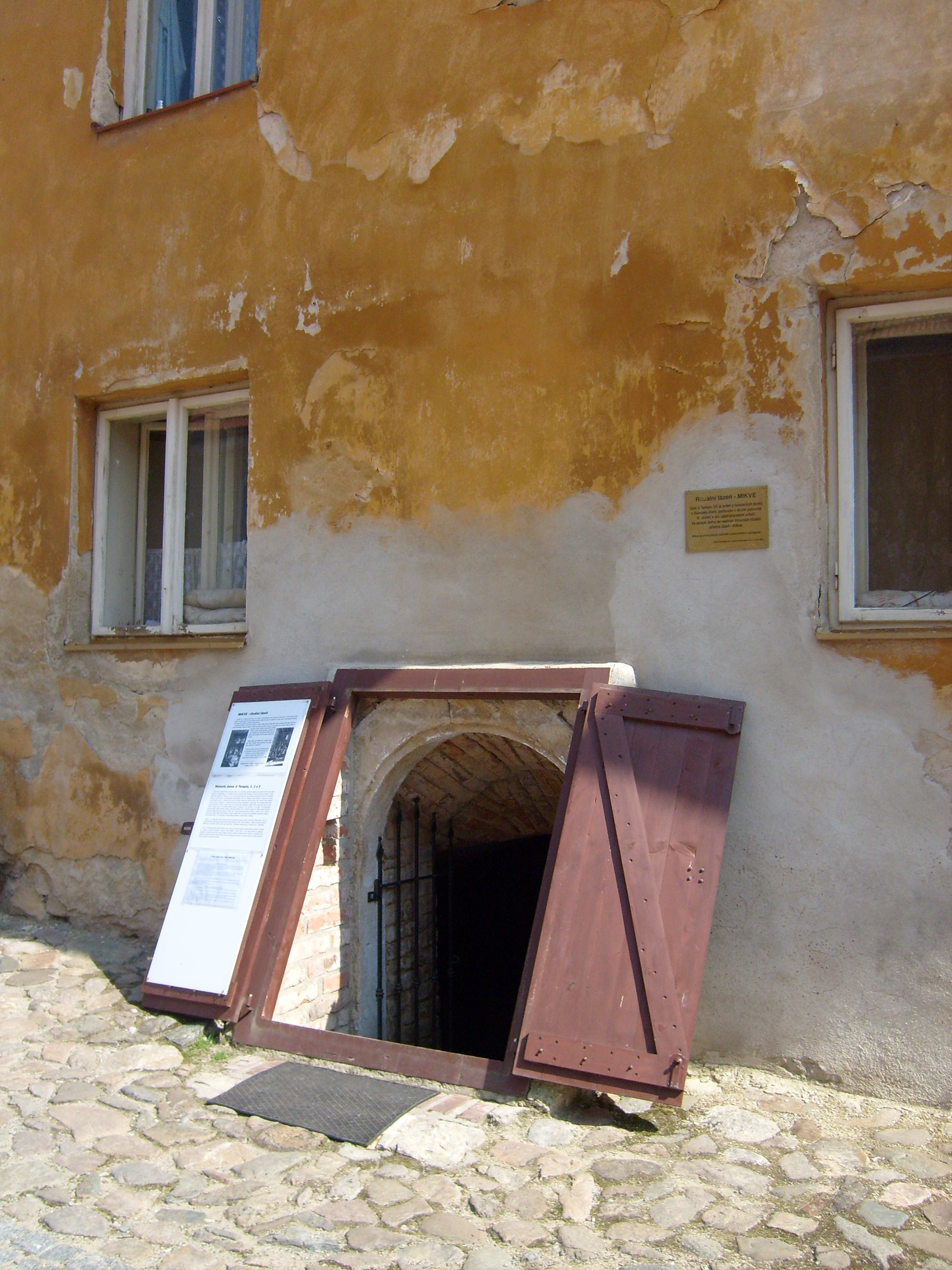
Eingang zur Mikwe in Boskovice

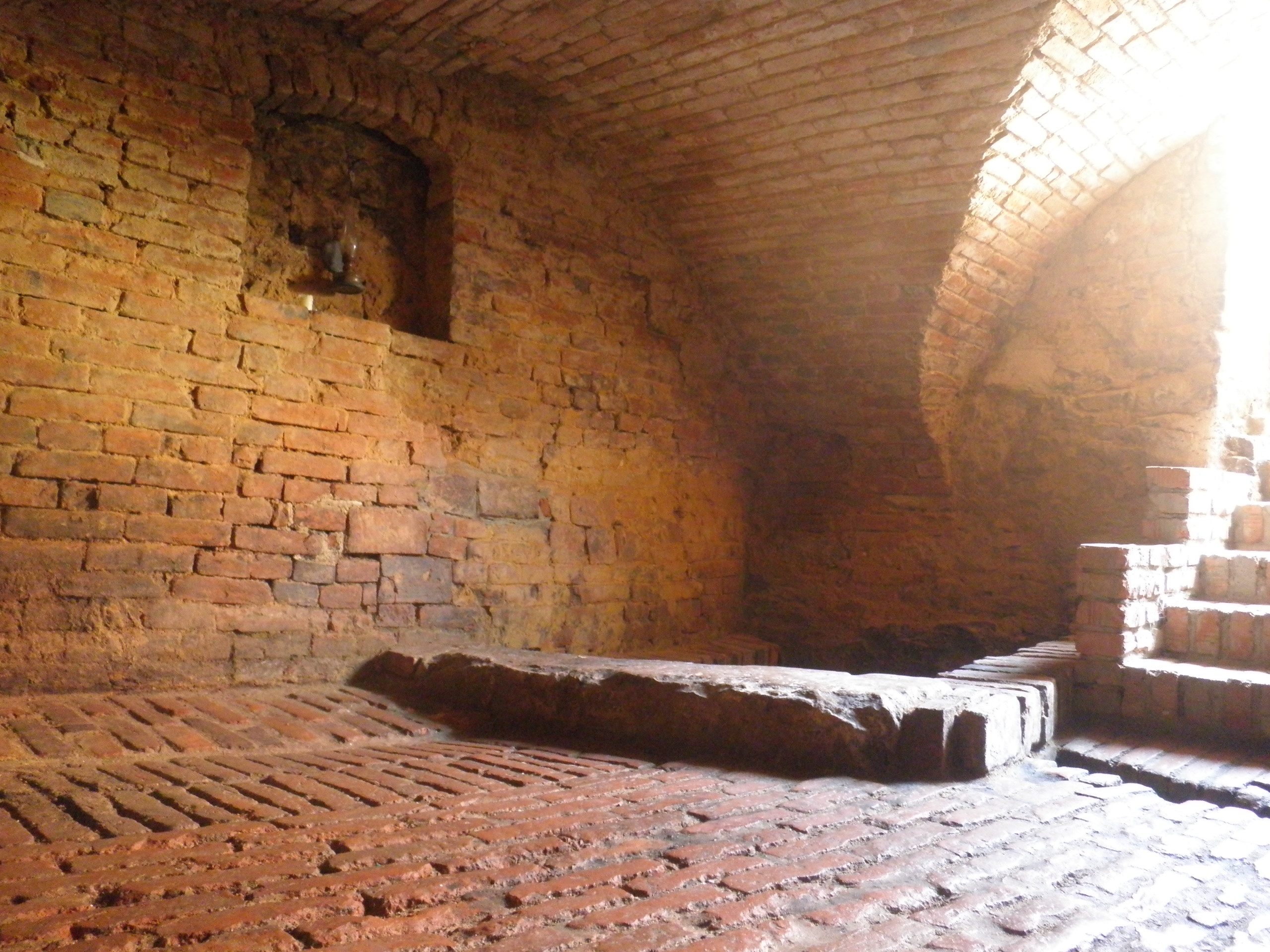
Innenansicht

Die Mikwe in Boskovice (deutsch Boskovitz), einer Stadt im Okres Blansko der Südmährischen Region in Tschechien, wurde im Souterrain des Hauses mit der Adresse U templu 5 entdeckt. Die Mikwe befindet sich in der Nähe der Synagoge.